# Figure AI
Figure AI, Inc. é uma empresa americana de robótica especializada no desenvolvimento de robôs humanoides com tecnologia de IA. Foi fundada em 2022, por Brett Adcock, o fundador da Archer Aviation e Vettery.

## História
Em 2022, a empresa apresentou seu protótipo, Figure 01, um robô bípede projetado para trabalhos manuais, inicialmente voltado para os setores de logística e armazenagem.
Em maio de 2023, a empresa levantou 70 milhões de dólares de investidores liderados pela Parkway Venture Capital.
Em 18 de janeiro de 2024, a Figure anunciou uma parceria com a BMW para implantar robôs humanoides em instalações de fabricação automotiva.
Em fevereiro de 2024, a Figure AI garantiu 675 milhões de dólares em financiamento de capital de risco de um consórcio que inclui Jeff Bezos, Microsoft, Nvidia, Intel e as divisões de financiamento de startups da Amazon e OpenAI. O financiamento avaliou a empresa em 2,6 bilhões de dólares. Também anunciou uma parceria com a OpenAI. A colaboração inclui a construção de modelos de IA especializados pela OpenAI para os robôs humanoides da Figure, permitindo-lhes acelerar o cronograma de desenvolvimento da Figure, permitindo que seus robôs "processem e raciocinem a partir da linguagem". Em 2025, a Figure encerrou sua colaboração com a OpenAI, afirmando que os grandes modelos de linguagem estão "ficando mais inteligentes e, ao mesmo tempo, mais comoditizados".
Em fevereiro, a Figure AI anunciou o Helix, a próxima geração de seu robô humanoide.
Em 15 de março de 2025, a Figure AI apresentou o BotQ, uma unidade de fabricação com o objetivo de produzir 12.000 robôs humanoides por ano. A Figure AI planeja usar progressivamente seus próprios robôs humanoides para auxiliar na construção de robôs adicionais.

## Produtos

### Figure 02
Em 6 de agosto de 2024, a Figure AI apresentou o Figure 02, uma nova versão de seu robô humanoide. A empresa descreveu isso como o próximo passo para a implantação de humanoides para uso industrial. A Figure 02 apresenta cabeamento integrado em seus membros e uma bateria integrada ao tronco. Ele é equipado com seis câmeras RGB, emparelhadas com um modelo de linguagem de visão integrado. Alimentado por módulos baseados em GPU NVIDIA RTX, seus recursos de inferência fornecem três vezes o poder de computação do modelo anterior. Ele também é equipado com microfones e alto-falantes combinados com um modelo de IA personalizado, desenvolvido em parceria com a OpenAI para facilitar as capacidades de conversação com humanos. As mãos robóticas redesenhadas com cinco dedos tem dezesseis graus de liberdade e a capacidade de carregar objetos de até 25 quilos. Os robôs da Figure 02 foram testados em uma fábrica da BMW na Carolina do Sul.

### Helix
Helix é uma versão evoluída do Figure 02 que vem com 35 graus de liberdade, incluindo pulsos, mãos e dedos semelhantes aos humanos. Ele apresenta o Helix VLA, uma rede neural generalista de visão-linguagem-ação que pode controlar dois robôs ao mesmo tempo. O sistema pode observar o ambiente ao redor, responder a comandos de linguagem natural e interagir com o mundo real sem o treinamento prolongado exigido pelas gerações anteriores. Helix pode controlar dois robôs simultaneamente e instruí-los a colaborar entre si. Cada robô tem duas GPUs. O Sistema dois lida com planejamento de alto nível a 7-9 Hz (operações por segundo), enquanto o Sistema 1 fornece controle de baixo nível a 200 Hz. O Sistema 2 planeja tarefas, enquanto o Sistema 1 as executa. A Figure afirma que seus robôs podem pegar quase qualquer objeto doméstico pequeno, mesmo aqueles que nunca viu antes.